# Cosmos (périodique)
Pour les articles homonymes, voir Cosmos.
Ne doit pas être confondu avec Cosmos (revue).
Cosmos est un magazine mensuel français de science-fiction en bande dessinée paru aux éditions Artima de novembre 1956 à décembre 1961, en 62 numéros de 32 pages. Comme souvent chez Artima, aucun nom d'auteur n'est indiqué dans les récits.
Les premiers épisodes mettaient en scène Ray Comet, d'un physique assez proche de Flash Gordon : blond athlétique, en pantalon moulant rentré dans les bottes, la chemise ample, la casquette militaire, équipé d'un gros étui de pistolet au côté. Il était évidemment accompagné d'une éternelle fiancée : la journaliste Diane Trenton. C'est l'Espagnol Fernando Fernández qui dessinait ces aventures ; il n'avait que 16 ans en 1956.

## Style de la série
L'astronef des deux héros, protégé optionnellement par un champ de force, se nomme l'Arkenos.
Les histoires ont un côté didactique : lorsque l'Arkenos traverse une étoile, Ray Comet explique à Diana qu'une étoile dégage son énergie en transformant l'hydrogène en hélium, et que le fer passe à l'état gazeux à 3 000 degrés, tandis que l'Arkenos est, au cœur de l'étoile, dans un environnement de plusieurs millions de degrés.
Ces informations ne se limitent pas aux matières scientifiques : l'épisode Les Hordes du passé présente les points de vue de soldats qu'un certain capitaine Rander, est allé recruter dans les grandes batailles d'autrefois (« J'ai sauvé leurs vies parce qu'ils n'avaient pas craint de la perdre »). Un ancien soldat sudiste de la Guerre de Sécession demande à Ray comment s'est terminée la guerre et accueille la nouvelle avec une remarque résignée et ambiguë : « les loups disparaissent, les moutons restent ». 
Que ce côté instructif en soit la raison ou non, les recommandations de vigilance de l'Église catholique aux parents concernant Atome Kid et Monde futur ne touchent pas Cosmos, qui est explicitement autorisé (source : Presse Actualité, éditions Bayard[réf. nécessaire]).

## Fusion de magazines
À partir du numéro 36 (septembre 1959), les fascicules Cosmos hébergèrent dans leurs pages les aventures d'Atome Kid, puis des épisodes de Monde Futur dessinés par Boixcar à mesure que les Éditions Artima réduisaient le nombre de leurs titres.